# Galzinia cymosa
Galzinia cymosa är en svampart som beskrevs av D.P. Rogers 1944. Galzinia cymosa ingår i släktet Galzinia och familjen Corticiaceae.   Inga underarter finns listade i Catalogue of Life.